# Клік-хімія
Клік-хімія — розділ хімії, який був створений К. Баррі Шарплессом разом з Хартмутом С. Колбом і М. Г. Фінном у 2001 році та описує спосіб синтезу цільових молекул із менших одиниць, подібно до того, що робить природа.
Разом з Мортен Мелдал і Каролін Бертоцці Шарплесс був удостоєний Нобелівської премії з хімії 2022 року — за внесок у клік-хімію. Шарплесс і Мелдал зробили фундаментальний внесок, а Бертоцці також розширила й застосувала в біохімії.